# 44e division blindée (Inde)
Pour les articles homonymes, voir 44e division.
La 44e division blindée indienne est une division blindée de l'armée indienne britannique pendant la Seconde Guerre mondiale. Elle fut formée en Birmanie, en février 1943, à partir des 32e et 43e divisions blindées. Elle fut réformée en tant que 21e division d'infanterie en avril 1944.

## Formation

### 254ebrigade de chars
- 7e cavalerie légère
- 25e Dragoons
- 46e cavalerie
- 45e cavalerie
- 3rd Carabiniers (en)
- 149e régiment, Royal Armoured Corps (RAC) issu d'un bataillon du King's Own Yorkshire Light Infantry (en)
- 150e régiment, RAC créé du 10e Bn York and Lancaster Regiment (en)[2] (en)

### 255ebrigade blindée
- 26th Hussars (en)
- 45e cavalerie
- 4 / 4th Bombay Grenadiers
- 158e régiment, RAC
- 159e régiment, RAC
- 5th King Edward's Own Probyn's Horse (en)
- 9e Royal Deccan Horse
- 116e régiment, RAC
- 19th King George's Own Lancers (en)[2]

### 268ebrigade d'infanterie
Converti à partir de la 268e brigade blindée indienne en août 1945
- 8 / 13th Frontier Force Rifles (en)
- 17 / 10th Baluch Regiment (en)
- 17 / 7e régiment Rajput
- 2 / 4th Bombay Grenadiers
- 5 / 4th Bombay Grenadiers
- 1er régiment Assam
- 1er régiment Chamar
- 4 / 3e régiment Madras
- Régiment de Kalibahadur, Népal
- Régiment de Mahindra Dal, Népal
- 1/3 régiment Madras
- 2e The King's Own Scottish Borderers
- 2e South Lancashire Regiment (en)[2]

### Troupes divisionnaires
- 19th King George's Own Lancers (en)[2]